# سامبودرومو
سامبودرومو (بالبرتغالية: Sambódromo‏) هو الاسم الذي يُطلق على أماكن عرض مدارس السامبا خلال كرنفالات البرازيل، ويتكون السامبودرومو من زقاق طويل للعرض مُحاط بمدرجات للمشاهدة.

## عواصم المدن
يُوجد سامبودرومو في عواصم المدن البرازيلية كالتالي:

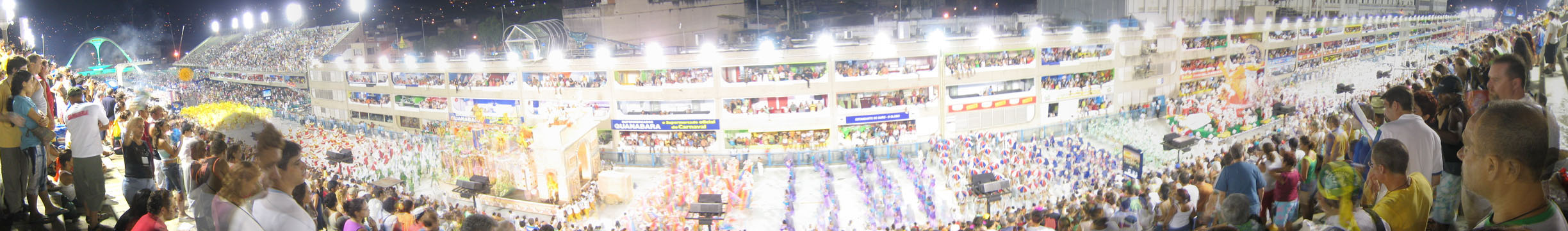
عرض سامبا في سامبودرومو ماركيز دي سابوكاي أثناء كرنفال ريو 2006

| السامبودرومو                         | المدينة       |
| ------------------------------------ | ------------- |
| سامبودرومو ماركيز دي سابوكاي         | ريو دي جانيرو |
| سامبودرومو أنهمبي                    | ساو باولو     |
| مركز المؤتمرات في ماناوس             | ماناوس        |
| مجمع بورتو سيكو الثقافي              | بورتو أليغري  |
| سامباو الشعبية                       | فيتوريا       |
| كيديدو نغو باسريلا                   | فلوريانوبوليس |
| مدرسة سامبودرومو للفنون الشعبية      | ماكابا        |
| قرية ديفيد ميغيل الأمازونية الثقافية | بليم          |

## مدن أُخرى
يُوجد سامبودرومو في مدن برازيلية أُخرى مثل:
| السامبودرومو                            | المدينة   |
| --------------------------------------- | --------- |
| سامبودرومو بلدية باورو                  | باورو     |
| ادريس اوف سامبا                         | كابو فريو |
| مدرسة هيلدينبورجو موريرا متعددة الأغراض | لاغونا    |
| سامبودرومو بباوليستا                    | بباوليستا |
| سامبودرومو سانتوس                       | سانتوس    |
| سامبودرومو بيبيدورو                     | بيبيدورو  |